# José Antonio Primo de Rivera
José Antonio Primo de Rivera y Sáenz de Heredia  (Madrid, 1903. április 24. – Alicante, 1936. november 20.) spanyol nemes (Estella márkija), ügyvéd, újságíró, politikus, a Falange és a falangizmus alapítója.

## A Falange alapítója
A spanyol katonai diktátor Miguel Primo de Rivera gyermeke Madridban született, és ügyvédnek tanult. Szerkesztője volt a szélsőjobboldali ABC folyóiratnak és az El Fascio című újságnak. 1933-ban alapította meg több kisebb párt és mozgalom egyesítésével Falange (teljes nevén Falange Española de las JONS (Juntas de Ofensiva Nacional-Sindicalista)) elnevezésű, fasiszta jellegű eszméket képviselő pártját.
A Falange egy katolikus, nacionalista, antikommunista szervezet volt, mely az "osztályharcot" korporativista rendszerrel akarta kiküszöbölni. A falangisták nem fasisztának nevezték magukat, hanem "nemzeti szindikalistáknak". A párt fő támogatói a nép körében a kasztíliai parasztok voltak. Az 1936-os választásokon a Falange mindössze a szavazatok 0,7%-át nyerte el, de választásokra létrejött és a jobboldal pártjaihoz képest instabil többséget szerzett baloldali Népfront győzelme hatására gyorsan növekedett a támogatottsága (negyvenezer főre duzzadt a párt tagsága).

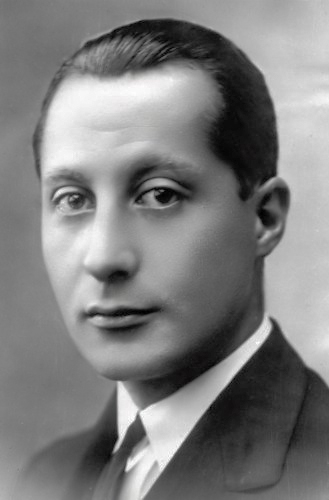
Jose Antonio Primo de Rivera halála évében, 1936-ban.

Az 1936. februári választások után folyamatosan növekedett a feszültség Spanyolországban: általános sztrájkok, utcai összecsapások zajlottak. A Népfront kormánya az ellenzék visszaszorítására törekedett, mely során az erőszaktól, politikai gyilkosságoktól sem riadtak vissza, mint a konzervatív ellenzéki José Calvo Sotelo herceg meggyilkolása, így a vörösterror a polgárháború kirobbantásának katalizátoraként szolgált. Ezzel összefüggésben március 5-én Madridban illegális fegyvertartás vádjával letartóztatták a Falange alapító-vezetőjét. Ennek hatására viszont mozgalma is csatlakozott a választásokon alulmaradt nemzeti oldal fegyveres felkelésre törekvő, jobboldali radikális politikai csoportosulásaihoz. Primo de Riverát június 5-én a madridi börtönből Alicante börtönébe szállították, tehát hónapok óta rács mögött volt a július 18-i puccs idején. Öccsét, annak feleségét és néhány további letartóztatott falangista társát a madridi Legfelsőbb Bíróság által Alicantéba kiküldött bírói tanács elé állították fegyveres felkelés előkészítésének vádjával. Első meghallgatása november 3-án volt, a felhozott vádakat tagadta. Az ítéletet november 19-én hirdették ki: Primo de Riverát golyó általi halálra, öccsét (Miguel) életfogytig tartó, sógornőjét (Margarita Larios) pedig hatévi szabadságvesztésre ítélték. A halálos ítéletet másnap reggel – állítólag a fővárosi jóváhagyást meg sem várva – végrehajtották. Kivégzése körül legendák szövődtek; az egyik szerint olyan határozott léptekkel ment a vesztőhelyre, hogy a kivégzőosztag katonáinak egyike kiejtette kezéből fegyverét. Állítólag "¡Arriba España!" ("Fel, Spanyolország!") voltak Primo de Rivera utolsó szavai.

## Utóélete

A Falange zászlaja, a járom (spanyolul yugo), valamint nyílvesszők (las flechas) eredetileg a katolikus királyok (a járom Izabella, a nyilak Ferdinánd) jelképei voltak.

1936 elején fogadták el a falangista párt himnuszának a Cara al Sol (A nappal szemben) című dalt, melynek szövegét – Juan Tellería egy korábbi szerzeményének dallamára – nagyrészt Primo de Rivera írta. A Falangista Párt rendezvényein ma is énekelt dal népszerűségét jelentősen növelte alkotójának kivégzése.
A halálát követő időkben a nacionalisták táborában mitikus alakká nőtt. A falangisták nem is választottak vezetőt, Primo de Riverát "élő, de távollevő" ("vivo pero ausente") személyiségként emlegették. A mártír figurája az élő politikusnál nagyobb támogatást jelentett a katonai puccsból kibontakozó spanyol polgárháború során a nacionalisták egységének megteremtéséhez, figyelembe véve, hogy Primo de Rivera és Francisco Franco kifejezetten rossz viszonyban voltak.
A polgárháborúból győztesen kikerült diktátor, Franco a Falange elhunyt vezetőjét „A keresztes háború mártírjának” nyilvánította. A "Caudillo" kényszermunkával építtette meg Santa Cruz del Valle de los Caídos (Az Elesettek Völgyének Szent Keresztje) mauzóleumát, mely hivatalosan mindkét oldal halottai számára épült, ám erősen jobboldali színezettel: Primo de Rivera mellett Franco "Generalissimus" ("Generalísimo") is itt volt eltemetve egészen 2019-ig, amikor a spanyol kormány döntése nyomán a diktátor földi maradványait eltávolították a mauzóleumból és áthelyezték egy családi temetkezési helyre, felesége mellé.